# Cannabigerol
Cannabigerol (CBG) ist ein nicht-psychoaktives, pflanzliches Cannabinoid, das in verschiedenen Cannabis-Arten vorkommt. Genau wie Cannabidiol gehört es zu der Klasse der Phytocannabinoide. Es bindet mit millimolarer Affinität an den Cannabinoidrezeptor CB1.
In Deutschland und anderen Ländern ist der Verkauf und Besitz von Cannabigerol (CBG) legal, solange es den gesetzlichen THC-Grenzwerten entspricht. Die USA haben eine komplexe Situation, in der viele Bundesstaaten den Besitz und Verkauf von CBG als Teil der Legalisierung von Hanfprodukten erlauben, während es auf Bundesebene weiterhin als illegal eingestuft wird.

## Mögliche medizinische Verwendung
Eine antibiotische Wirkung gegenüber multi-resistenten Staphylococcus aureus (MRSA) konnte in vivo bei Mäusen nachgewiesen werden.
Die vorliegenden Studien deuten darauf hin, dass Cannabigerol (CBG) potenziell neuroprotektive Eigenschaften aufweist, indem es Nervenzellen vor Schäden schützt und damit die kognitive Funktion unterstützen könnte. Des Weiteren zeigen einige Untersuchungen eine mögliche Wirksamkeit von CBG bei der Reduzierung von Blasenkontraktionen, was auf potenzielle therapeutische Anwendungen bei Blasenfunktionsstörungen hinweist.
Cannabigerol wirkt übelkeitshemmend und könnte bei Krankheiten wie multipler Sklerose und der Huntington-Krankheit eingesetzt werden, um den Körper zu unterstützen.
Die McMaster University in Hamilton, Kanada, forschte zu der antibiotischen Wirkung des CBG.